# Другий закон Ньютона
Другий закон Ньютона — диференціальний закон механічного руху, що описує залежність прискорення тіла від рівнодійної всіх прикладених до тіла сил і маси тіла. Один з трьох законів Ньютона. Основний закон динаміки.
Об'єктом (тілом), про яке йдеться в другому законі Ньютона, є матеріальна точка, яка має невід'ємну властивість — інерцію, величина якої характеризується масою. У класичній (ньютонівській) механіці маса матеріальної точки вважається сталою в часі і не залежною від будь-яких особливостей її руху і взаємодії з іншими тілами.
Другий закон Ньютона в його найпоширенішому формулюванні, справедливому для швидкостей, значно менших від швидкості світла, стверджує: в інерційних системах відліку прискорення, якого набуває матеріальна точка, прямо пропорційне силі, що його викликає, і не залежить від її природи, збігається з нею за напрямком і обернено пропорційне масі матеріальної точки.

## Другий закон Ньютона в класичній механіці

### Можливі формулювання
- У своїй праці «Математичні початки натуральної філософії» Ісаак Ньютон наводить таке формулювання[11] свого закону:

Зміна кількості руху пропорційна прикладеній рушійній силі і відбувається у напрямку тієї прямої, вздовж якої ця сила діє.
- Сучасне формулювання:

 В інерційних системах відліку прискорення, якого набуває матеріальна точка, прямо пропорційне силі, що його викликає, збігається з нею за напрямком і обернено пропорційне масі матеріальної точки.
Зазвичай цей закон записується у вигляді формули
 {\displaystyle {\vec {a}}={\frac {\vec {F}}{m}},} 
де {\displaystyle {\vec {a}}} — прискорення тіла, {\displaystyle {\vec {F}}} — сила, прикладена до тіла, а {\displaystyle \ m} — маса тіла.
Або в іншому вигляді:
 {\displaystyle m{\vec {a}}={\vec {F}}} 
- Формулювання другого закону Ньютона з використанням поняття імпульсу :

 В інерційних системах відліку похідна імпульсу матеріальної точки за часом дорівнює силі, що діє на неї: 
 {\displaystyle {\frac {d{\vec {p}}}{dt}}={\vec {F}},} 
де {\displaystyle {\vec {p}}=m{\vec {v}}} — імпульс (кількість руху) точки, {\displaystyle {\vec {v}}} — її швидкість, а {\displaystyle t} — час.

### Область застосування закону
Другий закон Ньютона в класичній механіці сформульований стосовно руху матеріальної точки. Передбачається, що маса матеріальної точки незмінна в часі. Рівняння, відповідні даному закону, називаються рівняннями руху матеріальної точки або основними рівняннями динаміки матеріальної точки.
Іноді в рамках класичної механіки були спроби поширити сферу застосування рівняння {\displaystyle d{\vec {p}}/dt={\vec {F}}} і на випадок тіл змінної маси. Однак разом з таким розширювальним тлумаченням рівняння доводилося істотно змінювати прийняті раніше визначення і зміст таких фундаментальних понять, як матеріальна точка, імпульс і сила.
У разі, коли на матеріальну точку діє декілька сил, кожна з них надає точці прискорення, яке визначається другим законом Ньютона так, ніби інших сил немає (принцип незалежності дії сил). Тому кінцеве прискорення матеріальної точки можна визначити за другим законом Ньютона, підставивши у нього рівнодійну силу.
Рівняння другого закону Ньютона {\displaystyle {\vec {F}}=m{\vec {a}}} припускає скалярну адитивність мас.
Крім матеріальної точки, рівняння другого закону Ньютона можна застосувати також для опису механічного руху центра мас механічної системи. Центр мас рухається, як матеріальна точка, яка має масу, рівну масі всієї системи, і яка перебуває під дією всіх зовнішніх сил, прикладених до точок системи (теорема про рух центра мас системи).
Другий закон Ньютона виконується тільки в інерційних системах відліку. Проте, додаючи до сил, що діють з боку інших тіл, сили інерції, для опису руху в неінерційних системах відліку можна користуватися рівнянням другого закону Ньютона. В такому випадку для неінерційної системи відліку рівняння руху записується в тій самій формі, що й для інерційної системи: маса тіла, помножена на його прискорення відносно неінерційної системи відліку, дорівнює за величиною і напрямком рівнодійній всіх сил, включно із силами інерції, прикладеними до тіла.

### Логічна роль другого закону Ньютона
У ньютонівському викладі класичної механіки закони Ньютона нізвідки не «виводяться», вони мають статус аксіом, що ґрунтуються на сукупності експериментальних фактів. Як і аксіоми математики, аксіоми ньютонівської динаміки можна сформулювати трохи по-різному.
За одного підходу другий закон Ньютона позиціюється як експериментально перевірюване твердження про пропорційність прискорення силі, що його викликає і, одночасно, визначення інертною маси тіла через відношення величин сили і прискорення. Тоді основна ідея другого закону полягає в декларації лінійності співвідношення «сила-прискорення», тобто що саме ці величини (а не, скажімо, сила і швидкість) і саме таким чином (а не квадратично тощо) пов'язані між собою.
За іншого підходу можна ввести інертну масу незалежно від другого закону Ньютона, через масу певного тіла, прийнятого за еталон. Тоді другий закон містить два незалежно експериментально перевірюваних твердження: про пропорційність прискорення силі і обернену пропорційність масі.
У багатьох практичних і навчальних задачах другий закон Ньютона дозволяє обчислювати силу. Але цей закон не є дефініцією сили (вислів на зразок «за визначенням, сила є добуток маси на прискорення» недоречний), інакше він перетворився б на тавтологію.
У разі відсутності впливу на тіло з боку інших тіл ({\displaystyle {\vec {F}}=0}), з другого закону Ньютона випливає, що прискорення тіла дорівнює нулю. Звідси може здатися, що перший закон Ньютона входить у другий як його окремий випадок. Однак, це не так, оскільки саме першим законом постулюється існування інерційних систем відліку, що є самостійним змістовним твердженням. Відповідно, перший закон Ньютона формулюється незалежно від другого.
Другий закон Ньютона встановлює зв'язок між динамічними і кінематичними величинами. Крім того, рівняння закону {\displaystyle {\vec {F}}=m{\vec {a}}} може розглядатися як рівняння зв'язку між фізичними величинами під час визначення одиниць сили в системах SI, СГС та інших. Одиниця сили визначається як така сила, яка матеріальній точці з масою, що дорівнює одиниці маси, прийнятої за основну, надає прискорення, рівне одиниці прискорення, визначеній раніше за похідну одиницю. (За незалежного вибору одиниць маси, сили і прискорення вираз другого закону потрібно писати у вигляді {\displaystyle m{\vec {a}}=k{\vec {F}}}, де {\displaystyle k} — коефіцієнт пропорційності, який визначається вибором одиниць вимірювання).
Сила {\displaystyle {\vec {F}}} у другому законі Ньютона залежить тільки від координат {\displaystyle {\vec {r}}} і швидкості {\displaystyle {\vec {v}}} матеріальної точки: {\displaystyle {\dot {\vec {p}}}={\vec {F}}({\vec {r}},{\vec {v}})}. Основне завдання фізичної механіки зводиться до знаходження функції {\displaystyle {\vec {F}}({\vec {r}},{\vec {v}})}.
Формула другого закону Ньютона {\displaystyle {\vec {a}}={\vec {F}}/m} виражає принцип причинності класичної механіки. Координати й швидкість матеріальної точки в момент часу {\displaystyle t+\Delta t} (де {\displaystyle \Delta t\to 0}) неперервно й однозначно визначаються через їх значення в момент часу {\displaystyle t} і задану силу {\displaystyle {\vec {F}}}, що діє на матеріальну точку. Розкладаючи в ряд Тейлора і обмежуючись малими першого порядку за {\displaystyle t}, Отримуємо: {\displaystyle {\vec {r}}(t+\Delta t)={\vec {r}}(t)+{\vec {v}}\Delta t}, {\displaystyle {\vec {v}}(t+\Delta t)={\vec {v}}(t)+{\vec {a}}\Delta t}. Форма, в якій у механіці реалізується причинність, називається механістичним або лапласівським детермінізмом.
Рівняння другого закону Ньютона {\displaystyle {\vec {F}}=m{\vec {a}}} інваріантне відносно перетворень Галілея. Це твердження називається принципом відносності Галілея.
У класичній механіці закон збереження енергії, закон збереження імпульсу і закон збереження моменту імпульсу є наслідками другого закону Ньютона, однорідності часу, однорідності й ізотропності простору, а також деяких припущень щодо характеру сил, які діють.
У разі, коли сила {\displaystyle {\vec {F}}} стала, інтегрування рівняння другого закону Ньютона {\displaystyle {\frac {d{\vec {v}}}{dt}}={\frac {\vec {F}}{m}}} приводить до рівності {\displaystyle {\vec {v_{2}}}-{\vec {v_{1}}}={\frac {\vec {F}}{m}}(t_{2}-t_{1})}. Це співвідношення показує, що під дією заданої сили {\displaystyle {\vec {F}}} певна зміна швидкості {\displaystyle \Delta {\vec {v}}={\vec {v_{2}}}-{\vec {v_{1}}}} у тіла з більшою масою відбувається за більш тривалий проміжок часу. Тому кажуть, що всі тіла володіють інерцією, а масу {\displaystyle m} називають мірою інерції тіла.

### Запис закону в різних системах координат
Векторний запис другого закону Ньютона {\displaystyle m{\vec {a}}={\vec {F}}} істинний для будь-якої інерціальної системи координат, відносно якої визначаються величини, що входять до цього закону (сила, маса, прискорення). Однак, розклади на компоненти (проєкції) будуть різними для декартової, циліндричної і сферичної систем. Інтерес також являє розклад на нормальну і тангенціальну складові.
- Декартова прямокутна система координат

{\displaystyle m{\ddot {x}}=F_{x}}, {\displaystyle m{\ddot {y}}=F_{y}}, {\displaystyle m{\ddot {z}}=F_{z}}, де {\displaystyle {\vec {F}}=F_{x}{\vec {i}}+F_{y}{\vec {j}}+F_{z}{\vec {k}}}, а орти декартової системи {\displaystyle {\vec {i}}}, {\displaystyle {\vec {j}}}, {\displaystyle {\vec {k}}} спрямовані вздовж осей координат (у бік зростання конкретної координати).
- Циліндрична система координат

{\displaystyle m({\ddot {\rho }}-\rho {\dot {\varphi }}^{2})=F_{\rho }}, {\displaystyle m(\rho {\ddot {\varphi }}-2{\dot {\rho }}{\dot {\varphi }})=F_{\varphi }}, {\displaystyle m{\ddot {z}}=F_{z}}, де {\displaystyle {\vec {F}}=F_{\rho }{\vec {e}}_{\rho }+F_{\varphi }{\vec {e}}_{\varphi }+F_{z}{\vec {e}}_{z}}, а орти {\displaystyle {\vec {e}}_{\rho }}, {\displaystyle {\vec {e}}_{\varphi }}, {\displaystyle {\vec {e}}_{z}} циліндричної системи беруться в точці прикладання сили і спрямовані, відповідно, від осі {\displaystyle z} під 900 до неї, по колу в площині {\displaystyle xy} з центром на осі, і вздовж {\displaystyle z} (у бік зростання конкретної координати).
- Сферична система координат

{\displaystyle m({\ddot {r}}-r{\dot {\varphi }}^{2}\sin ^{2}\theta -r{\dot {\theta }}^{2})=F_{r}}, {\displaystyle m([r{\ddot {\varphi }}+2{\dot {r}}{\dot {\varphi }}]\sin \theta +2r{\dot {\varphi }}{\dot {\theta }}\cos \theta )=F_{\varphi }}, {\displaystyle m(2{\dot {r}}{\dot {\theta }}+r{\ddot {\theta }}-r{\dot {\varphi }}^{2}\sin \theta \cos \theta )=F_{\theta }}, де {\displaystyle {\vec {F}}=F_{r}{\vec {e}}_{r}+F_{\varphi }{\vec {e}}_{\varphi }+F_{\theta }{\vec {e}}_{\theta }}, а орти {\displaystyle {\vec {e}}_{r}}, {\displaystyle {\vec {e}}_{\varphi }}, {\displaystyle {\vec {e}}_{\theta }} сферичної системи беруться в точці прикладання сили і спрямовані, відповідно, від центру {\displaystyle O}, вздовж «паралелей», і вздовж «меридіанів» (у бік зростання конкретної координати).
- Розклад у дотичній площині

У дотичній площині прискорення {\displaystyle {\vec {a}}={\vec {a_{n}}}+{\vec {a_{t}}}} матеріальної точки масою {\displaystyle m} і силу {\displaystyle {\vec {F}}={\vec {F_{n}}}+{\vec {F_{t}}}}, що діє на неї, можна розкласти на нормальну (перпендикулярну до дотичної до траєкторії в дотичній площині) {\displaystyle {\vec {F_{n}}}=m{\vec {a_{n}}}} і тангенціальну (паралельну дотичній до траєкторії в дотичній площині) {\displaystyle {\vec {F_{t}}}=m{\vec {a_{t}}}} складові.
Абсолютна величина нормальної сили дорівнює {\displaystyle F_{n}=ma_{n}=mv^{2}/R}, де {\displaystyle R} — радіус кривини траєкторії матеріальної точки, {\displaystyle v} — абсолютна величина її швидкості. Нормальна сила спрямована до центру кривини траєкторії матеріальної точки. У разі кругової траєкторії радіуса {\displaystyle R} абсолютна величина нормальної сили {\displaystyle F_{n}=m\omega ^{2}R}, де {\displaystyle \omega } — кутова швидкість обертання точки. Нормальну силу також називають доцентровою.
Тангенціальна складова сили дорівнює {\displaystyle F_{t}=ma_{t}=m{\frac {d^{2}s}{dt^{2}}}}, де {\displaystyle s=s(t)} — дугова координата за траєкторією точки. Якщо {\displaystyle {\frac {d^{2}s}{dt^{2}}}>0}, то сила {\displaystyle {\vec {F_{t}}}} збігається за напрямком з вектором швидкості {\displaystyle {\vec {v}}} і її називають рушійною силою. Якщо {\displaystyle {\frac {d^{2}s}{dt^{2}}}<0}, то сила {\displaystyle {\vec {F_{t}}}} протилежна за напрямком до вектора швидкості {\displaystyle {\vec {v}}} і її називають гальмівною силою.

## Другий закон за межами класичної механіки

### У релятивістській динаміці
Другий закон Ньютона у вигляді {\displaystyle m{\vec {a}}={\vec {F}}} наближено справедливий тільки для швидкостей, значно менших від швидкості світла, і в інерційних системах відліку.
У вигляді {\displaystyle {\frac {d{\vec {p}}}{dt}}={\vec {F}}} другий закон Ньютона точно справедливий також в інерційних системах відліку спеціальної теорії відносності і в локально інерційних системах відліку загальної теорії відносності, однак при цьому замість колишнього виразу для імпульсу використовується рівність {\displaystyle {\vec {p}}={\frac {m{\vec {v}}}{\sqrt {1-{\frac {\displaystyle v^{2}}{\displaystyle c^{2}}}}}}}, де {\displaystyle c} — швидкість світла. 
Існує і чотиривимірне релятивістське узагальнення другого закону Ньютона. Похідна чотириімпульсу {\displaystyle {\vec {\mathrm {P} }}} за власним часом {\displaystyle \tau } матеріальної точки дорівнює чотирисилі {\displaystyle {\vec {\Phi }}}:
{\displaystyle {\vec {\Phi }}={\frac {d{\vec {\mathrm {P} }}}{d\tau }}}.
У релятивістській динаміці вектор тривимірного прискорення {\displaystyle {\vec {a}}} вже не паралельний вектору тривимірної сили {\displaystyle {\vec {F}}}.

### У квантовій механіці
Закони ньютонівської динаміки, зокрема другий закон Ньютона, незастосовні, якщо довжина хвилі де Бройля даного об'єкта порівнянна з характерними розмірами області, в якій вивчається його рух. У цьому випадку необхідно користуватися квантовомеханічними законами.
Проте, другий закон Ньютона за певних умов актуальний стосовно руху хвильового пакета у квантовій механіці. Якщо потенціальна енергія хвильового пакета дуже мала змінюється в області знаходження пакета, то похідна за часом середнього значення імпульсу пакета буде дорівнювати силі, що розуміється як градієнт потенціальної енергії, узятий з протилежним знаком (теорема Еренфеста).
Видозмінений другий закон Ньютона використовується й у квантовомеханічному описі руху електронів у кристалічній ґратці. Взаємодія електрона з періодичним електромагнітним полем решітки при цьому враховується введенням поняття ефективної маси.
У квантовій механіці, для опису руху матеріальної точки в потенціальному полі, справедливе операторне рівняння, яке за формою збігається з рівнянням другого закону Ньютона: {\displaystyle m{\frac {d{\hat {v}}}{dt}}=-\nabla {\hat {U}}}. Тут: {\displaystyle m} — маса частинки, {\displaystyle {\hat {v}}={\frac {\hat {p}}{m}}} — оператор швидкості, {\displaystyle {\hat {p}}} — оператор імпульсу, {\displaystyle {\hat {U}}=U(x,y,z)} — оператор потенціальної енергії.

## Науково-історичне значення закону
Оцінюючи значення другого закону Ньютона, А. Ейнштейн писав:
Диференціальний закон є тією єдиною формою причинного пояснення, яка може повністю задовольняти сучасного фізика. Ясне розуміння диференціального закону є одним з найбільших духовних досягнень Ньютона… Тільки перехід до розгляду явища за нескінченно малий час (тобто до диференціального закону) дозволив Ньютону дати формулювання, придатне для опису будь-якого руху… Так Ньютон прийшов… до встановлення знаменитого закону руху:
Вектор прискорення × Маса = Вектор сили.
Це — фундамент всієї механіки і, напевно, всієї теоретичної фізики.— Эйнштейн А. Собрание научных трудов. — Москва: Наука, 1967. — Т. 4. — С. 82, 92. — 599 с. — 31 700 прим.
 Всі закони природи для сил залежно від властивостей тіл, їх станів і рухів отримуються з дослідів і встановлюються завжди і тільки на основі розв'язання рівняння {\displaystyle {\vec {F}}=m{\vec {a}}}, яке вживається для вираження сили.

## Лагранжове і гамільтонове узагальнення закону
В аналітичній механіці існує два аксіоматичні підходи. За одного підходу за аксіому приймається другий закон Ньютона і з нього виводяться рівняння Лагранжа. За іншого підходу за аксіому приймаються рівняння Лагранжа. Тоді другий закон Ньютона розглядається як наслідок з них.
З рівнянь Лагранжа для довільної голономної системи, на яку діють як потенціальні ({\displaystyle Q_{i}^{p}}), так і не потенціальні ({\displaystyle Q_{i}^{n}}) узагальнені сили, {\displaystyle {\frac {d}{dt}}\left({\frac {\partial L}{\partial {\dot {q}}_{i}}}\right)-{\frac {\partial L}{\partial q_{i}}}=Q_{i}^{n}} випливає, що похідна за часом узагальненого імпульсу {\displaystyle p_{i}={\frac {\partial L}{\partial {\dot {q}}_{i}}}} дорівнює сумарній узагальненій силі {\displaystyle Q_{i}=Q_{i}^{p}+Q_{i}^{n}={\frac {\partial L}{\partial q_{i}}}+Q_{i}^{n}}:
{\displaystyle {\dot {p}}_{i}=Q_{i}}.
Записані так у декартових координатах рівняння Лагранжа називаються рівняннями руху у формі Ньютона.
Теорема про зміну узагальненого імпульсу узагальнює і включає як окремі випадки теореми ньютонівської динаміки про зміну кількості руху і про зміну кінетичного моменту.
В гамільтонівській динаміці
{\displaystyle {\dot {p}}_{i}=-{\frac {\partial H}{\partial q_{i}}}},
де, як і вище, {\displaystyle p_{i}={\frac {\partial L}{\partial {\dot {q}}_{i}}}} — узагальнений імпульс, через {\displaystyle H=\sum _{i=1}^{s}p_{i}{\dot {q}}_{i}-L} позначена функція Гамільтона, а {\displaystyle L=L(q_{i},{\dot {q}}_{i},t)} — лагранжіан, тобто різниця кінетичної і потенціальної енергій системи.